# Les Raisins de la colère
The Grapes of Wrath
Pour les articles homonymes, voir Les Raisins de la colère (homonymie).
Les Raisins de la colère (titre original anglais : The Grapes of Wrath) est un roman de John Steinbeck publié en 1939. L'auteur reçoit pour cette œuvre le prix Pulitzer en 1940.
L'intrigue se déroule pendant la Grande Dépression (une période qui débute lors du krach de 1929 et se termine par le début de la Seconde Guerre mondiale, en 1939) et le lecteur suit les aventures d'une famille pauvre de métayers, les Joad, contrainte de quitter l'Oklahoma à cause de la sécheresse, des difficultés économiques et des bouleversements dans le monde agricole. Dans une situation presque désespérée, les Joad font route vers la Californie avec des milliers d'autres Okies (habitants de l'Oklahoma), à la recherche d'une terre, d'un travail et d'un avenir.
Ce roman met fin à la période la plus sociale de l'œuvre de l'écrivain américain et clôt, avec En un combat douteux (1936) et Des souris et des hommes (1937), ce que les critiques appellent parfois la « trilogie du travail » (labor trilogy) ou la « trilogie du Dust Bowl » (Dust Bowl trilogy).
Il figure à la dixième place dans la liste des cent meilleurs romans de langue anglaise du XXe siècle établie par la Modern Library en 1998. Une adaptation cinématographique a été réalisée en 1940 par John Ford, avec Henry Fonda (la fin du film différant de celle du roman).

## Résumé
Tom Joad sort de prison. Retournant chez lui, il rencontre l'ancien prédicateur Jim Casy avec qui il partage des souvenirs d'enfance. Tous deux font la route ensemble. Arrivés à la ferme familiale, ils constatent qu'elle est désertée. Déconcertés, Tom et Jim se rendent chez l'Oncle John où ils retrouvent les membres de la famille Joad. Ceux-ci chargent un camion Hudson avec ce qui leur reste de biens. Les cultures ont été anéanties par le Dust Bowl (tempête de poussière) et la famille n'a pu honorer ses dettes. Chassés de chez eux, ils espèrent que leur situation s'arrangera en Californie à cause de prospectus proposant du travail distribués partout dans leur État : ils pensent que, là-bas, ils auront à manger et gagneront assez d'argent pour vivre. Séduite par cette publicité, la famille Joad investit tout ce qui lui reste dans ce voyage. Bien que ce projet enfreigne les termes de sa liberté conditionnelle, Tom part avec elle, en compagnie de Jim Casy.
Les Joad empruntent la route 66 vers l'ouest ; le grand-père meurt peu après le départ. Ils découvrent que cette route est encombrée : d'autres familles partent aussi pour la Californie. Dans des camps de fortune dressés au bord de la route, ils entendent l'histoire d'autres familles, dont certaines reviennent de là-bas. Les Joad ne veulent pas admettre que les promesses auxquelles ils croient ne seront pas tenues. Juste avant la limite de l'État, Noah (l'aîné des fils Joad) choisit de rester vivre au bord du Colorado et la grand-mère de la famille décède dans la traversée du désert. À l'arrivée en Californie, Connie (mari de Rose of Sharon, la fille, qui est enceinte) quitte la famille. Le reste du groupe, dirigé par Ma, n'a d'autre choix que de poursuivre sa route.
Sur place, les Joad comprennent qu'ils ne gagneront jamais beaucoup d'argent car il y a trop de travailleurs et les propriétaires importants de la région ne les respectent pas (tandis que les plus petits font faillite) : ils profitent du grand nombre d'arrivants pour baisser les salaires, et les familles de migrants vivent dans des camps de fortune appelés Hooverville. Les Joad reprennent espoir au camp de Weedpatch, qui est propre, administré par la FSA ; mais ce camp déplaît aux autorités locales. Comme elles ne peuvent y pénétrer sans mandat, elles ne cessent de harceler et de provoquer les migrants.
Les travailleurs étant exploités, certains essayent de les faire adhérer à des syndicats ; Jim Casy, qui a fait de la prison pour couvrir Tom qui avait agressé un shérif dans un des Hooverville, est l'un d'eux. Les Joad travaillent dans des vergers et brisent une grève. À la suite d'une manifestation, Tom voit le pasteur Jim tué par la police et tue à son tour le meurtrier de son ami, devenant un fugitif. Sa famille le cache et part dans les champs de coton, là où il y a du travail, mais  cacher Tom se révèle impossible : il fait ses adieux à sa mère et lui promet de défendre les opprimés où qu'ils soient. La saison du coton est finie, et la pluie se met à tomber. Les Joad disposent d'une habitation a priori au sec, mais la plupart des Okies n'ont pas cette chance, et se réfugient dans des granges et abris de fortune, où beaucoup meurent. L'eau envahit progressivement le local des Joad, pendant que Rose of Sharon accouche et donne naissance à un bébé mort-né. Elle garde néanmoins son sang-froid et force la famille à faire face. L'eau est partout. Ils rejoignent une grange où se trouvent déjà un jeune garçon et son père, très faible. Rose donne le sein à l'homme, qui ne peut manger autrement.

## Personnages

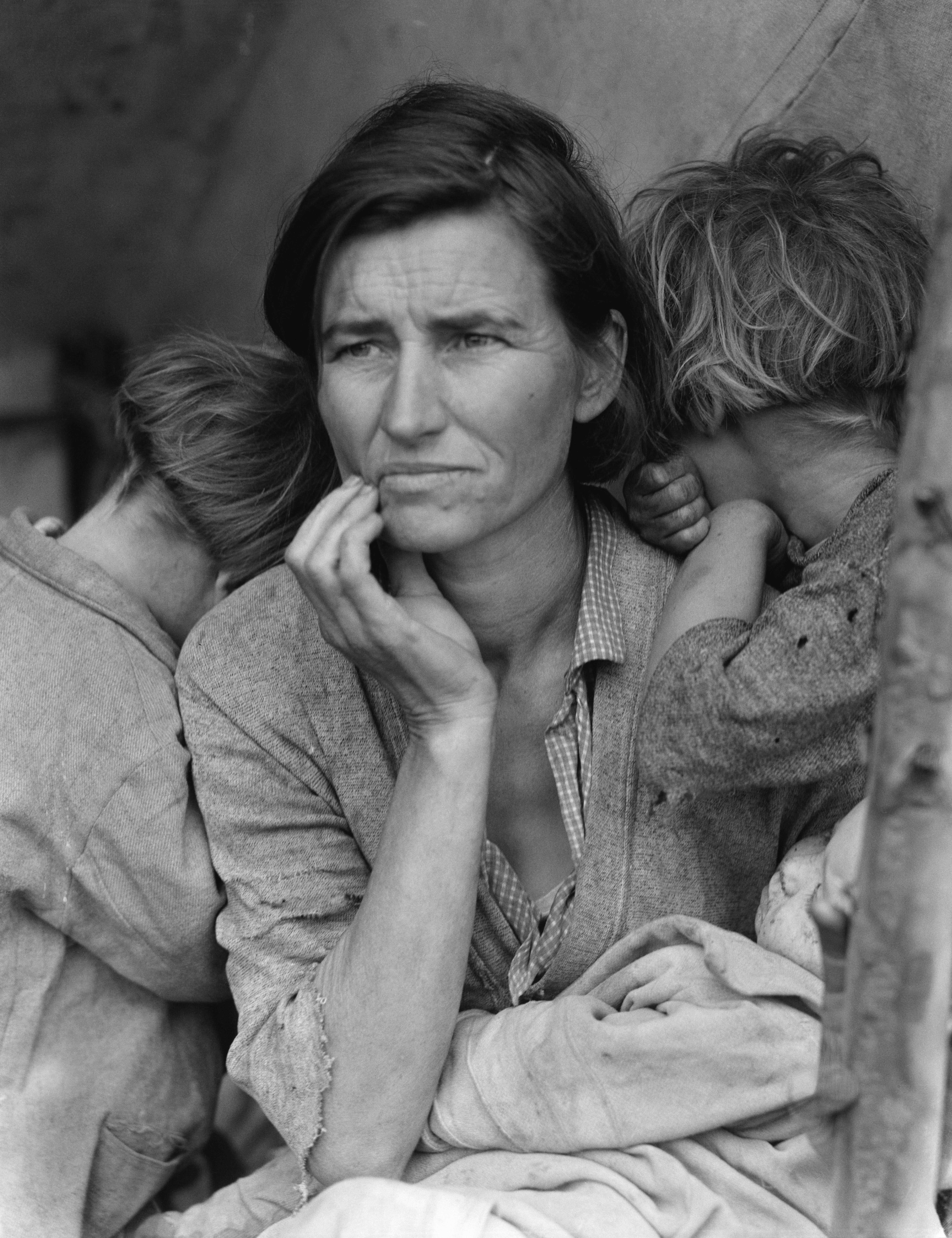
Dorothea Lange, Mère migrante (Migrant Mother), 1936.

- Tom Joad : personnage principal du roman, il est le deuxième fils de la famille et porte le même nom que son père. Il a été incarcéré pour homicide involontaire à la suite d'une bagarre et sort de prison au début du roman. Il rejoint sa famille juste avant la migration vers l'ouest.
- Ma Joad (ou Man dans la traduction française du livre): matriarche de la famille Joad, son prénom n'est pas connu. Durant tout le roman, elle s'efforce de garder sa famille unie.
- Pa (Tom) Joad : patriarche de la famille Joad, mari de Ma Joad. Au début, c'est l'archétype du mâle autoritaire mais, dépassé par les évènements, il s'efface peu à peu devant son épouse et son fils Tom, qui deviennent les vrais piliers de la famille à la dérive.
- Al Joad : frère cadet de Tom. Il est passionné par les voitures et par les filles.
- Oncle John Joad : frère de Pa Joad. Personnage lunatique, il est hanté par la mort de son épouse enceinte, dont il se sent responsable.
- Jim Casy : ancien pasteur, il se joint à Tom Joad au début du roman et accompagne la famille Joad dans sa migration.
- Rose of Sharon « Rosasharn » Rivers (Rose de Saron dans la traduction française) : aînée des filles de la famille Joad. Elle a épousé Connie Rivers. Après la désertion de son mari, puis la fuite de Tom, elle devient un soutien précieux pour sa famille.
- Connie Rivers : mari de Rose of Sharon. Jeune et naïf, il est dépassé par les responsabilités de son mariage. Il est souvent décrit comme un peureux dans le roman.
- Noah Joad : fils aîné de la famille Joad. Solitaire et silencieux, il a été blessé à sa naissance à cause de Pa.
- Grandpa William James Joad : grand-père de Tom. Il ne souhaite pas quitter sa ferme en Oklahoma.
- Grandma Elaine Joad : épouse de Grandpa Joad.
- Ruthie : la benjamine de la famille.
- Winfield : le dernier enfant de la famille. Il s'amuse avec Ruthie.
- Ivy et Sairy Wilson : fermiers du Kansas. Ils accompagnent la famille Joad sur la route 66.
- M. et Mme. Wainwright : parents de Aggie. Mme. Wainwright aide Rose of Sharon à accoucher.
- Aggie Wainwright : fille des Wainwright. Elle veut épouser Al.
- Muley Graves : métayer resté à Sallisaw. Il explique à Tom et Casy où est partie sa famille et pourquoi. Grâce à lui, ils retrouvent les Joad chez l'Oncle John.
- Herb Turnbull : garçon que Tom Joad a tué d’un coup de pelle lors d’un bal après que celui-ci l’a attaqué avec un couteau.

## Titre
Écrivant son roman chez lui, au 1925 Greenwood Lane à Monte Sereno en Californie, Steinbeck éprouve des difficultés à trouver un titre. Son épouse, Carol Steinbeck, lui propose Les Raisins de la colère, en référence au The Battle Hymn of the Republic de Julia Ward Howe :

« Mine eyes have seen the glory of the coming of the Lord:
He is trampling out the vintage where the grapes of wrath are stored;
He hath loosed the fateful lightning of His terrible swift sword:
His truth is marching on. »

Ce qui se traduit par :

« Mes yeux ont vu la gloire de la venue du Seigneur; 

Il piétine le vignoble où sont gardés les raisins de la colère; 

Il a libéré la foudre fatidique de sa terrible et rapide épée; 

Sa vérité est en marche. »

Ces paroles font référence aux vers 14:19-20 du livre de l'Apocalypse qui évoquent la justice divine et la délivrance de l'oppression lors du jugement dernier.

« And the angel thrust in his sickle into the earth, and gathered the vine of the earth, and cast it into the great winepress of the wrath of God. And the winepress was trodden without the city, and blood came out of the winepress, even unto the horse bridles, by the space of a thousand and six hundred furlongs. »

Soit  :

« Et l'ange jeta sa faucille sur la terre, et vendangea la vigne sur la terre, et il en jeta les grappes dans la grande cuve de la colère de Dieu.
La cuve fut foulée hors de la ville, et il en sortit du sang jusqu'à la hauteur du mors des chevaux, sur un espace de mille six cents stades. »

L'expression apparaît également à la fin du chapitre 25 du roman :

« ...and in the eyes of the hungry there is a growing wrath. In the souls of the people the grapes of wrath are filling and growing heavy, growing heavy for the vintage. »

## Adaptations

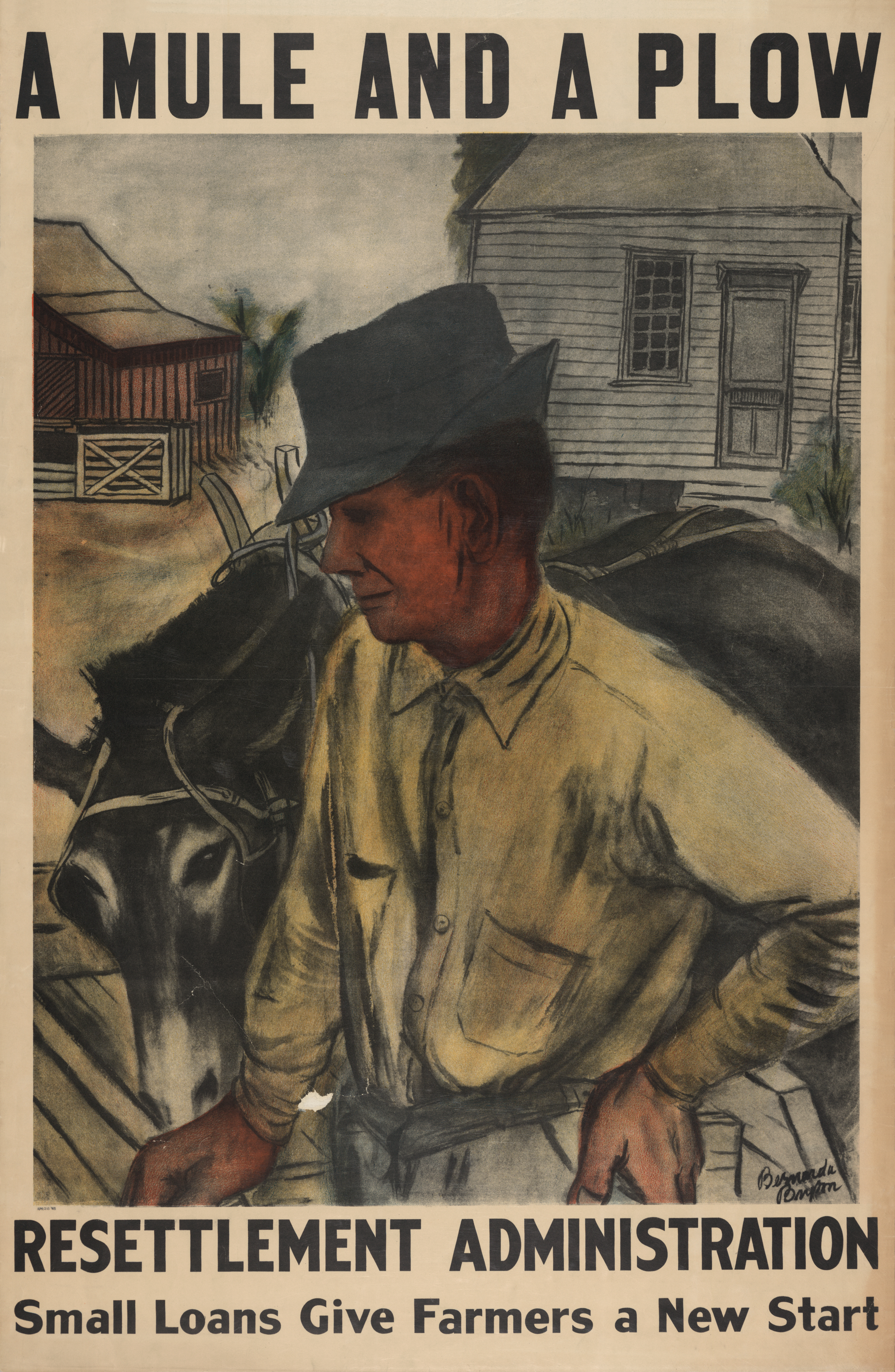
affiche de la Resettlement Administration (office pour la réinstallation de la population) par Bernarda Bryson Shahn.

- En 1940 sort Les Raisins de la colère, film américain réalisé par John Ford, avec Henry Fonda. Il remporte deux Oscars, dont celui du meilleur réalisateur pour John Ford.
- En 1988, le roman est adapté sous le même titre en pièce de théâtre par Frank Galati et rencontre un grand succès
- En 2013 on annonce une nouvelle adaptation, produite notamment par Steven Spielberg[3] ; en 2016, ce projet n'a toujours pas abouti, alors que sort en salles une version restaurée du film de John Ford[4].
- le 21 octobre 2022 une adaptation théâtrale a été faite au Théâtre François Ponsard de Vienne[5].

## Autour du roman
- Le roman est dédié à Tom Collins qui, ayant été directeur d'un camp d'État, fut une mine de renseignements pour Steinbeck et servit de modèle au personnage de Jim Rawley dans le roman. Tom Collins fut également directeur technique du film de John Ford sorti en 1940.
- Woody Guthrie a écrit la chanson The Ballad of Tom Joad après avoir vu le film.
- Bruce Springsteen a sorti en 1995 un album et une chanson faisant référence au héros des Raisins de la colère : The Ghost of Tom Joad.
- Le groupe de rock Rage Against The Machine a repris en 2000 la chanson The Ghost of Tom Joad de Bruce Springsteen.
- L'album studio Dust and Dreams sorti en 1991 par le groupe Camel est une adaptation libre du roman.
- Les producteurs hésitèrent à financer l'adaptation du livre au cinéma, affirmant que John Steinbeck exagérait la situation des migrants de l'Oklahoma. Ils envoyèrent des enquêteurs sur place, qui leur confirmèrent que la situation était en réalité pire et que le romancier l'avait édulcorée.

### Documentaire
- Le Roman de la colère, de Priscilla  Pizzato, Arte, 2018